# Johann Hieronymus Barckhan
Johann Hieronymus Barckhan, auch Barkhan (* 25. März 1785 in Hamburg; † 17. März 1865 ebenda) war ein deutscher Maler.

## Leben
Eine künstlerische Ausbildung erhielt er bei seinem Onkel Johann Adolf Koch in Hildesheim, dann bei Gerdt Hardorff. Von 1805 bis 1807 besuchte er mit einem Stipendium der Patriotischen Gesellschaft die Akademie in Dresden, wo er Schüler von Anton Graff war.
Ab 1821 lebte er ständig wieder in Hamburg. Seit Ostern 1822 war er als Zeichenlehrer am Hamburger Waisenhaus angestellt. Er war vor allem als Porträtist gefragt sowie als Miniaturmaler, Wappenmaler für die Wappenbücher der bürgerlichen Deputationen, später auch als Lithograph tätig.

## Werke

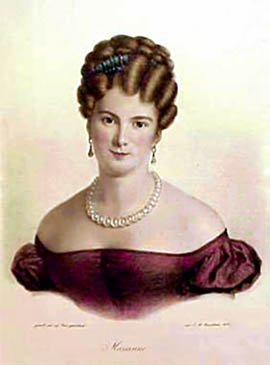
Marianne Ruaux, Lithographie (1827)

- Miniaturen eines Ehepaares, Hamburger Kunsthalle
- Friedrich Gottlieb Klopstock (1807), etwas verkleinerte Kopie des Porträts von Marie Elisabeth Vogel, Öl auf Leinwand, 76,5 × 63 cm, Inventarnummer: A II 954, Staatliche Museen zu Berlin, Alte Nationalgalerie[1]
- Bendix Schmidt (1809), Museum für Hamburgische Geschichte
- Herr aus der Familie von Axen (1818), Museum für Hamburgische Geschichte
- Unbekannte Dame (1825), Museum für Hamburgische Geschichte
- Marianne Ruaux/Die schöne Marianne (1826), Museum für Hamburgische Geschichte (1827 auch als Lithographie)
- Valentin Anton Noodt (1828), Hauptkirche St. Petri (Hamburg)